# Christina Zachariadou
Christina Zachariadou (griechisch Ελένη Δανιηλίδου; * 28. August 1974 in Athen) ist eine ehemalige griechische Tennisspielerin.

## Karriere
Zachariadou gewann während ihrer Karriere drei Einzel und zehn Doppeltitel des ITF Women’s Circuits.
Ihre einzige Hauptfeldteilnahme eines WTA-Turniers war beim Family Circle Cup 2004 in Charleston an der Seite von Eleni Daniilidou. Sie verloren ihr Erstrundenmatch gegen Maureen Drake/Marlene Weingärtner mit 6:7 und 2:6.
Für ihr Geburtsland nahm sie an den Olympischen Sommerspielen 1992 in Barcelona, 1996 in Atlanta und 2004 in Athen im Doppel teil. Sie schied jeweils in der ersten Runde aus.
1997 gewann sie die Goldmedaille bei den Mittelmeerspiele im Doppel. Im Finale triumphierte sie an der Seite von Christína Papadáki gegen Tathiana Garbin/Maria Paola Zavagli.
Zwischen 1990 und 2004 spielte sie für die griechische Fed-Cup-Mannschaft, für die sie 26 ihrer 53 Partien gewann.
Ihr Heimverein ist der Athens Lawn Tennis Club. Heute ist sie Tennislehrerin in Athen.

## Turniersiege

### Einzel
| Nr. | Datum       | Turnier   | Kategorie   | Belag   | Finalgegnerin               | Ergebnis      |
| --- | ----------- | --------- | ----------- | ------- | --------------------------- | ------------- |
| 1.  | April 1995  | Athen     | ITF $10.000 | Sand    | Rosa María Andrés Rodríguez | 6:0, 3:6, 6:2 |
| 2.  | August 2001 | Volos     | ITF $10.000 | Teppich | Biljana Pawlowa             | 6:0, 6:0      |
| 3.  | Juni 2002   | Kalamaria | ITF $10.000 | Sand    | Shelly Stephens             | 6:4, 3:6, 6:4 |

### Doppel
| Nr. | Datum          | Turnier       | Kategorie   | Belag     | Partnerin              | Finalgegnerinnen                     | Ergebnis       |
| --- | -------------- | ------------- | ----------- | --------- | ---------------------- | ------------------------------------ | -------------- |
| 1.  | Oktober 1991   | Freeport      | ITF $10.000 | Hartplatz | Hellas ter Riet        | Aafje Evers Yvonne Klompenhouver     | 3:6, 6:4, 6:2  |
| 2.  | November 1991  | Santo Domingo | ITF $10.000 | Sand      | Claire Wegink          | Aafje Evers Yvonne Klompenhouver     | 6:4, 6:4       |
| 3.  | August 1992    | München       | ITF $10.000 | Sand      | Ivona Horvat           | Renata Kochta Caroline Schneider     | 6:4, 3:6, 6:2  |
| 4.  | April 1993     | Lerida        | ITF $10.000 | Sand      | Swetlana Kriwentschewa | Emily Bond Caroline Toyre            | 6:1, 6:4       |
| 5.  | September 1993 | Bogotá        | ITF $10.000 | Sand      | Maria Dolores Campana  | Magali Benitez Bárbara Castro        | 6:3, 6:2       |
| 6.  | November 1994  | Ain Suchna    | ITF $10.000 | Sand      | Ágnes Muzamel          | Amélie Cocheteux Caroline Toyre      | 6:76, 6:2, 6:3 |
| 7.  | Februar 1995   | Istanbul      | ITF $10.000 | Hartplatz | Corina Morariu         | Dora Djilianova Dessislawa Topalowa  | 6:3, 7:5       |
| 8.  | August 1995    | Karthago      | ITF $25.000 | Sand      | Corina Morariu         | Denisa Chládková Daphne van de Zande | 6:4, 7:67      |
| 9.  | Juni 2002      | Kalamaria     | ITF $10.000 | Sand      | Kim Kambic             | Ana Četnik Daniela Berček            | 7:5, 6:4       |
| 10. | Juli 2002      | Algier        | ITF $10.000 | Sand      | Rushmi Chakravarthi    | Asimina Kaplani Maria Pavlidou       | 6:2, 6:2       |